# Phalera bucephaloides
Phalera bucephaloides là một loài bướm đêm thuộc họ Notodontidae do Ferdinand Ochsenheimer mô tả năm 1810. Loài này sống ở châu Âu (miền nam Tirol, Hungary và Balkan).
Sải cánh dài 23–27 mm. Chúng mọc cánh bay lượn trong thời gian tháng 5-8.
Ấu trùng ăn Quercus spp. và Arbutus unedo.

## Phân loài
- P. b. bucephaloides
- P. b. syriaca